# شقائق أسطوانية وأشباهها
الشقائق الأسـطوانية وأشباهها (الاسم العلمي: Ceriantharia) هي رتبة من اللاسعات تتبع طائفة الزهريات الشعاعية.

## التصنيف
- الشقائق الحلزونية